# Cicerbita azurea
Cicerbita azurea là một loài thực vật có hoa trong họ Cúc. Loài này được (Ledeb.) Beauverd mô tả khoa học đầu tiên năm 1910.